# Наративна поезія
Наративна поезія (англ. і фр. narrative — розповідь, оповідання, від лат. narrare — розповідати) — віршований твір, який зображує історично-культурні події чи думки автора поетичного твору, що до історичної чи політичної події. Простими словами кажучи, це вірш, який розповідає історію. Може бути короткими або довгими , простим або складним. 

Для більш повного розуміння пропоную розглянути три базові поняття наратології в поезії, що інколи означуються спільним поняттям «розповідь»:
1) власне «розповідь» — розповідне висловлювання усного чи письмового дискурсу, що викладає якусь подію чи ряд подій; йдеться, в сутності, про розповідний текст, наратив;
2) «історія» — послідовність подій, реальних чи вигаданих, що складають об'єкт дискурсу; це дії і ситуації, узяті самі по собі, безвідносно до того мовного засобу, що доводить їх до нашого відома; 
3) «нарація» — самий акт розповідування. Отож існує джерело мовлення, що оформляє історію в розповідний дискурс.
Проте у чистому вигляді наративна поезія стоїть в опозиції до дискурсу. Якщо, приміром, у тексті не йдеться про жодні події, то дискурс такого тексту ми не називатимемо розповідним. Якщо ж події тексту постають перед нами ніби ніким не вимовлені, то таку поетичну розповідь про події ми не називатимемо дискурсом. Дискурс залежить від багатьох чинників, як — от: суб'єкт мовлення, ситуація мовлення, час та ін. Розповідь же — самостійна. Для зрозуміння дискурсу нам потрібно постійно звертатися до ситуації, в якій він був висловлений, запитуючи себе: «хто говорить?», «де?», «коли?». Адже в дискурсі є мовець, що, помістившись всередині мовного акту, фіксує на собі найважливіші значення. В розповіді ж, навпаки, ніхто не говорить.
Щоправда, ні розповідь, ні дискурс практично не зустрічаються в чистому вигляді. Адже в розповіді завжди є частка дискурсивності, а в дискурсі  по-різному реагують на взаємне змішування. Додавання розповідних елементів у дискурс ще недостатньо для того, щоб він набув свободи, а додавання дискурсивних елементів до розповіді обтяжує її чужорідним утворенням: дискурс може розповідати, не  перестаючи бути дискурсом,  а розповідь не може «дискурсувати», не виходячи за власні межі.
В історії романного слова взаємини розповіді і дискурсу ніколи не були вирішені остаточно. Так, історію української проезії можна розглядати як зміну дискурсивних та розповідних тенденцій.

Приклади українських письменників наративної поезії:
Тарас Шевченко 
Микола Хвильовий
Іван Франко
Марко Вовчок
Михайличенко Гнат Васильович
Куліш Пантелеймон Олександрович
Ліна Костенко
Емма Андієвська
Барка Василь Костянтинович